# GP Sven Nys 2014
De 15e editie van de cyclocross GP Sven Nys op de Balenberg in Baal werd gehouden op 1 januari 2014. De wedstrijd maakte deel uit van de bpost bank trofee 2013-2014. De titelverdediger was de Belg Kevin Pauwels, die dit jaar niet deelnam. Wereldkampioen Sven Nys triomfeerde dit jaar in zijn eigen Grote Prijs.
Bij de vrouwen was de Amerikaanse Katherine Compton de snelste van 32 deelneemsters. Bij de beloften won de Belg Wout van Aert, bij de junioren zijn landgenoot Yannick Peeters en bij de nieuwelingen was de overwinning voor de Nederlander Jens Dekker. 

## Mannen elite

### Uitslag
| Plaats | Naam                | Ploeg                         | Tijd     |
| ------ | ------------------- | ----------------------------- | -------- |
| 1      | Sven Nys            | Crelan-AA Drink               | 1u03'39" |
| 2      | Zdeněk Štybar       | Omega Pharma-Quick-Step       | + 51"    |
| 3      | Niels Albert        | BKCP-Powerplus                | + 57"    |
| 4      | Rob Peeters         | Vastgoedservice Golden Palace | + 1'10"  |
| 5      | Tom Meeusen         | Telenet-Fidea                 | + 1'39"  |
| 6      | Thijs van Amerongen | AA Drink                      | + 1'55"  |
| 7      | Philipp Walsleben   | BKCP-Powerplus                | + 2'22"  |
| 8      | Bart Aernouts       | AA Drink                      | z.t.     |
| 9      | Corné van Kessel    | Telenet-Fidea                 | + 2'27"  |
| 10     | Marcel Meisen       | KwadrO-Stannah                | + 3'10"  |
| 11     | 0                   |                               |          |
| 12     | 0                   |                               |          |
| 13     | 0                   |                               |          |
| 14     | 0                   |                               |          |
| 15     | 0                   |                               |          |

| Pos. | Punten |
| ---- | ------ |
| 1    | 80     |
| 2    | 60     |
| 3    | 40     |
| 4    | 30     |
| 5    | 25     |
| 6    | 20     |
| 7    | 17     |
| 8    | 15     |
| 9    | 12     |
| 10   | 10     |
| 11   | 8      |
| 12   | 5      |
| 13   | 4      |
| 14   | 2      |
| 15   | 1      |

## Vrouwen elite

### Uitslag
| Plaats | Naam              | Ploeg               | Tijd    |
| ------ | ----------------- | ------------------- | ------- |
| 1      | Katherine Compton | Trek Factory Racing | 38'07"  |
| 2      | Marianne Vos      | Rabobank            | + 20"   |
| 3      | Nikki Harris      | Telenet-Fidea       | + 44"   |
| 4      | Helen Wyman       | Kona                | + 1'29" |
| 5      | Sophie de Boer    | Telenet-Fidea       | + 1'51" |
| 6      | Elle Anderson     | Strava              | + 2'01" |
| 7      | Sanne Cant        | IKO Enertherm-BKCP  | + 2'08" |
| 8      | Ellen Van Loy     | Telenet-Fidea       | + 2'30  |
| 9      | Githa Michiels    | Trek-KMC            | + 2'45" |
| 10     | Sabrina Stultiens | Rabobank            | + 3'19" |
| 11     | 0                 |                     |         |
| 12     | 0                 |                     |         |
| 13     | 0                 |                     |         |
| 14     | 0                 |                     |         |
| 15     | 0                 |                     |         |

| Pos. | Punten |
| ---- | ------ |
| 1    | 80     |
| 2    | 60     |
| 3    | 40     |
| 4    | 30     |
| 5    | 25     |
| 6    | 20     |
| 7    | 17     |
| 8    | 15     |
| 9    | 12     |
| 10   | 10     |
| 11   | 8      |
| 12   | 5      |
| 13   | 4      |
| 14   | 2      |
| 15   | 1      |

## Mannen beloften
| Plaats | Naam                   | Ploeg                 | Tijd    |
| ------ | ---------------------- | --------------------- | ------- |
| 1      | Wout van Aert          | Telenet-Fidea         | 47'58"  |
| 2      | Mathieu van der Poel   | BKCP-Powerplus        | + 37"   |
| 3      | Michael Vanthourenhout | Sunweb-Napoleon Games | + 1'08" |

## Jongens junioren
| Plaats | Naam              | Ploeg         | Tijd    |
| ------ | ----------------- | ------------- | ------- |
| 1      | Yannick Peeters   |               | 40'47"  |
| 2      | Gianni Van Donink | Telenet-Fidea | + 24"   |
| 3      | Stijn Caluwé      |               | + 1'06" |

## Jongens nieuwelingen
| Plaats | Naam          | Ploeg              | Tijd   |
| ------ | ------------- | ------------------ | ------ |
| 1      | Jens Dekker   | IKO Enertherm-BKCP | 27'59" |
| 2      | Thijs Wolsink |                    | + 6"   |
| 3      | Mitch Groot   |                    | + 10"  |

2000 · 
2001 · 
2002 · 
2003 · 
2004 · 
2005 · 
2006 · 
2007 · 
2008 · 
2009 · 
2010 · 
2011 · 
2012 · 
2013 ·
2014 · 
2015 · 
2016 ·
2017 ·
2018 ·
2019 ·
2020 ·
2021 ·
2022 ·
2023 ·
2024 ·
2025
 GP Mario De Clercq · 
 Koppenbergcross · 
 GP van Hasselt · 
 GP Rouwmoer · 
 Azencross · 
 GP Sven Nys · 
 Krawatencross ·
 Internationale Sluitingsprijs